# Slumber Party (Beverly Hills, 90210)
Slumber Party is de dertiende aflevering van het eerste seizoen van het tienerdrama Beverly Hills, 90210, die voor het eerst werd uitgezonden op 31 januari 1991.
Michele Abrams heeft een gastrol in de aflevering. Ze was eerder tegenover Beverly Hills, 90210-acteur Luke Perry te zien in Buffy the Vampire Slayer. Perry maakte echter als enige toenmalige acteur geen verschijning in deze aflevering.

## Verhaal
Brenda houdt een slaapfeest en nodigt Kelly, Donna en Andrea uit. Ze worden onderbroken door Kelly's vriendin Amanda. Zij heeft een slechte invloed op ze en vindt het feest een grote en kinderachtige grap. Ze probeert het dan ook wat interessanter maken door een spel te doen waarbij er veel verborgen waarheden boven water komen. Hiermee riskeren ze de vriendschap die ze met elkaar delen.
Ondertussen besluiten Brandon en Steve een nacht uit te gaan in heftige nachtclubs. Ze worden verleid door twee aantrekkelijke dames, die er uiteindelijk vandoor gaan met Steves auto.

## Rolverdeling
- Jason Priestley - Brandon Walsh
- Shannen Doherty - Brenda Walsh
- Jennie Garth - Kelly Taylor
- Ian Ziering - Steve Sanders
- Gabrielle Carteris - Andrea Zuckerman
- Brian Austin Green - David Silver
- Douglas Emerson - Scott Scanlon
- Tori Spelling - Donna Martin
- Carol Potter - Cindy Walsh
- James Eckhouse - Jim Walsh
- Michele Abrams - Amanda Peyser
- Julie McCullough - Trina
- Judie Aronson - Shelly